# Нецветаев, Владимир Петрович
Владимир Петрович Нецветаев (род. 16 апреля 1951) — советский борец классического стиля, призёр чемпионатов СССР и Европы, мастер спорта СССР международного класса (1973). Увлёкся борьбой в 1969 году. В 1971 году выполнил норматив мастера спорта СССР. Участвовал в десяти чемпионатах СССР (1972—1982). Победитель международных турниров. Оставил большой спорт в 1982 году.

## Спортивные результаты
- Чемпионат СССР по классической борьбе 1973 года — ;
- Классическая борьба на летней Спартакиаде народов СССР 1975 года — ;